# Parque Nacional Kepulauan Togean
O Parque Nacional Kepulauan Togean é um parque nacional amplamente marinho, incluindo as Ilhas Togian, perto da ilha Celebes, na Indonésia.